# Amphimoea walkeri
Amphimoea walkeri là một loài bướm đêm thuộc họ Sphingidae. Loài này có ở México phía nam đến Argentina.
The wingspan is 147–164 mm.

## Hình ảnh

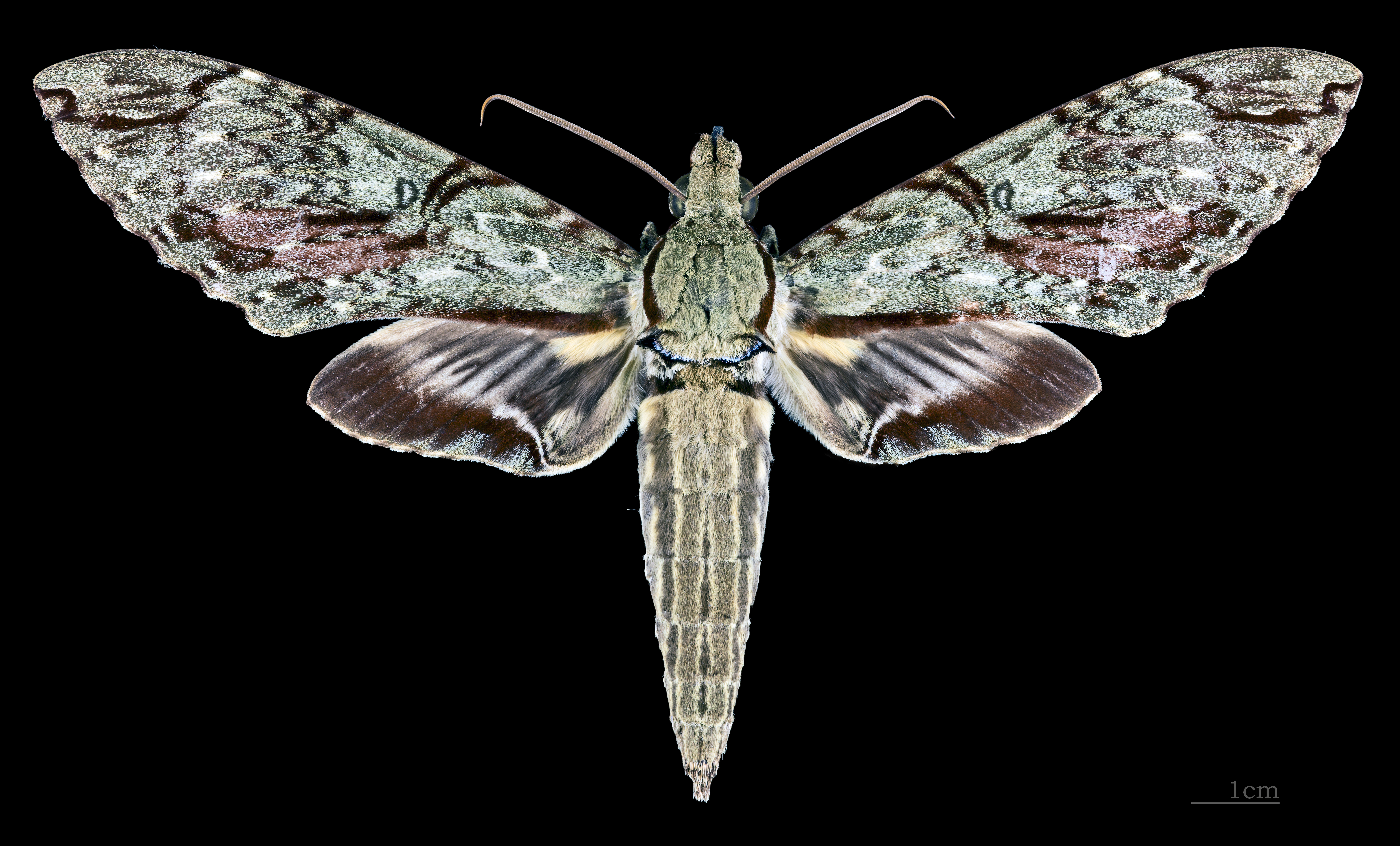
Amphimoea walkeri ♂
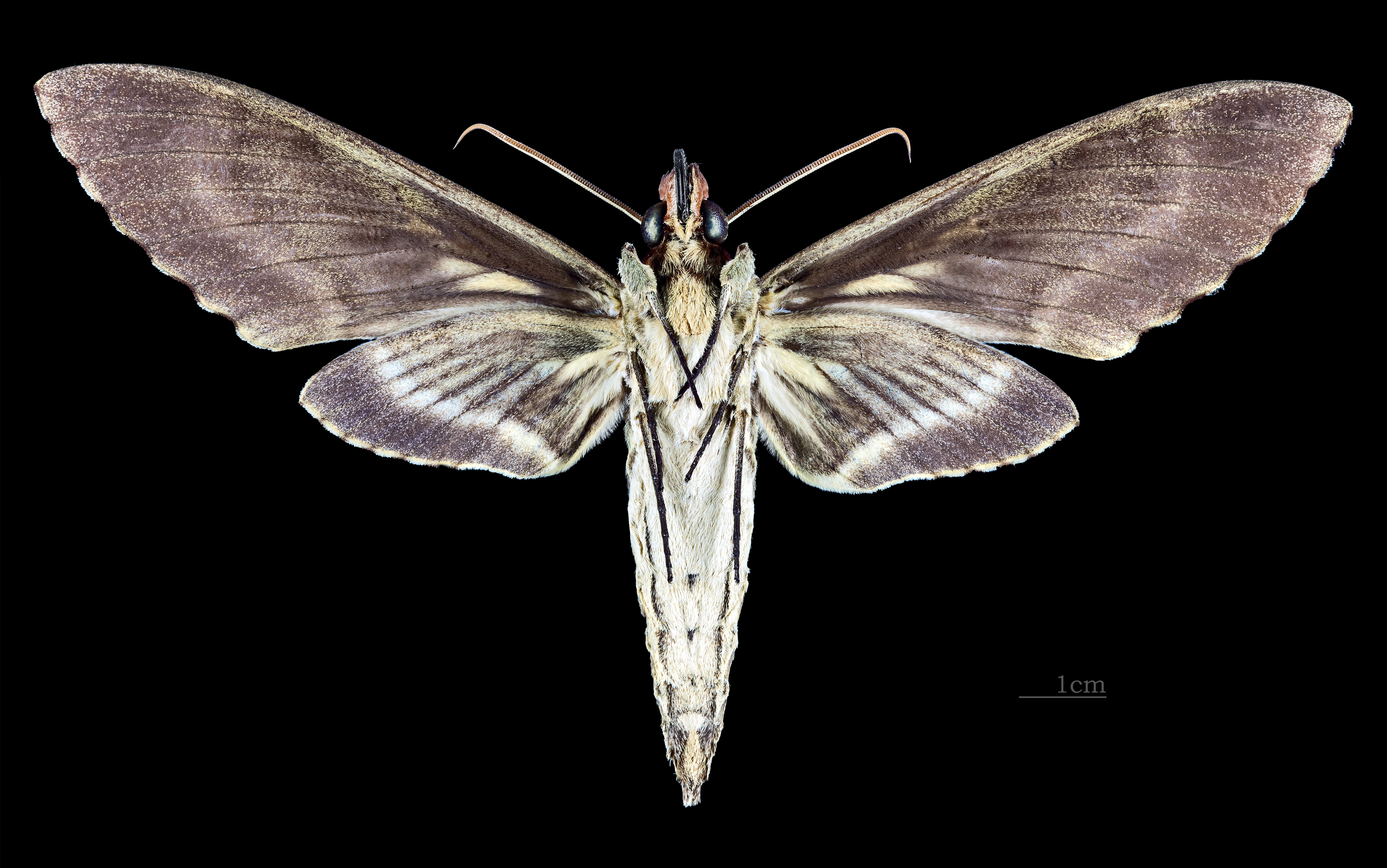
Amphimoea walkeri ♂ △
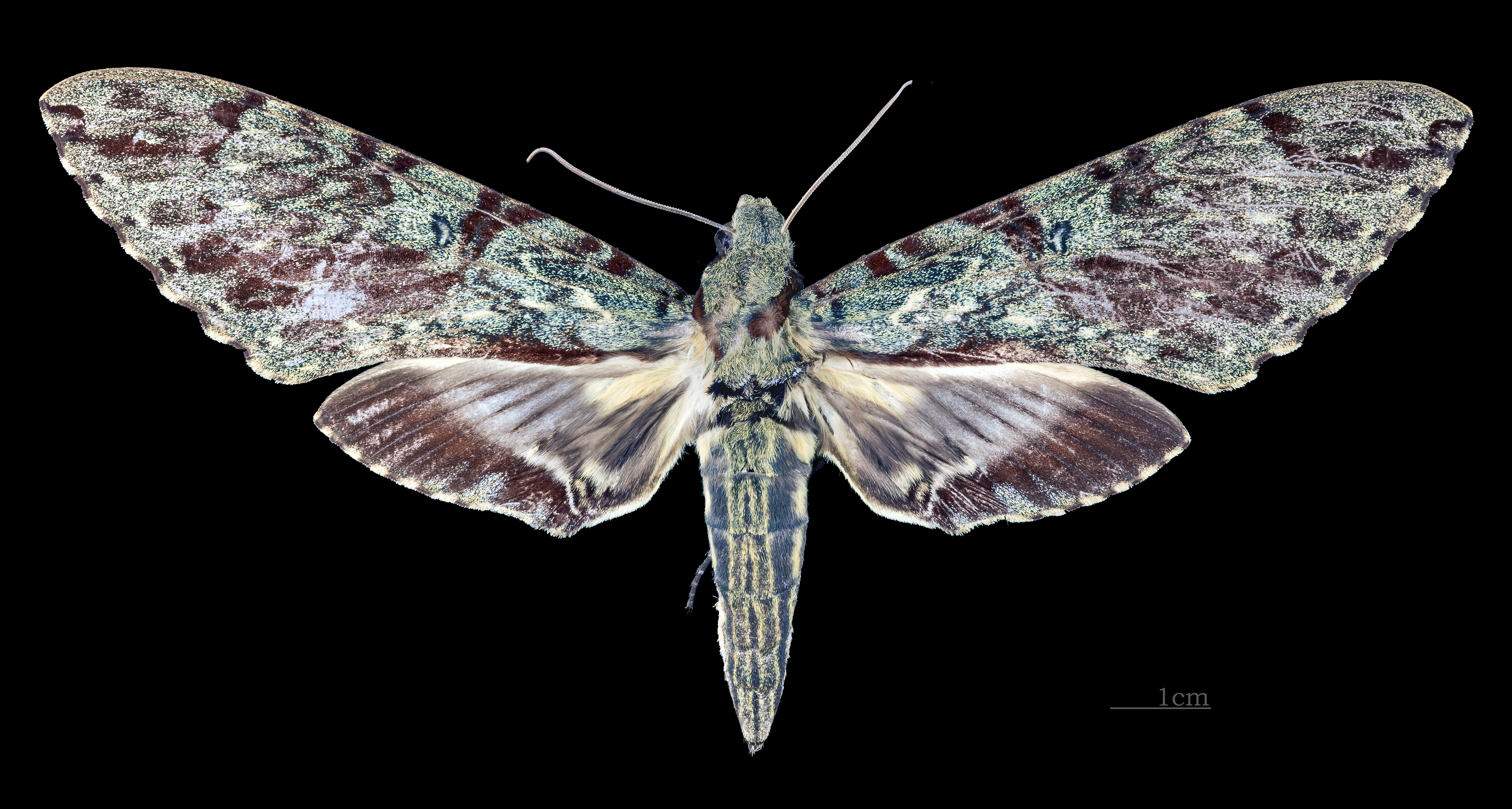
Amphimoea walkeri ♀
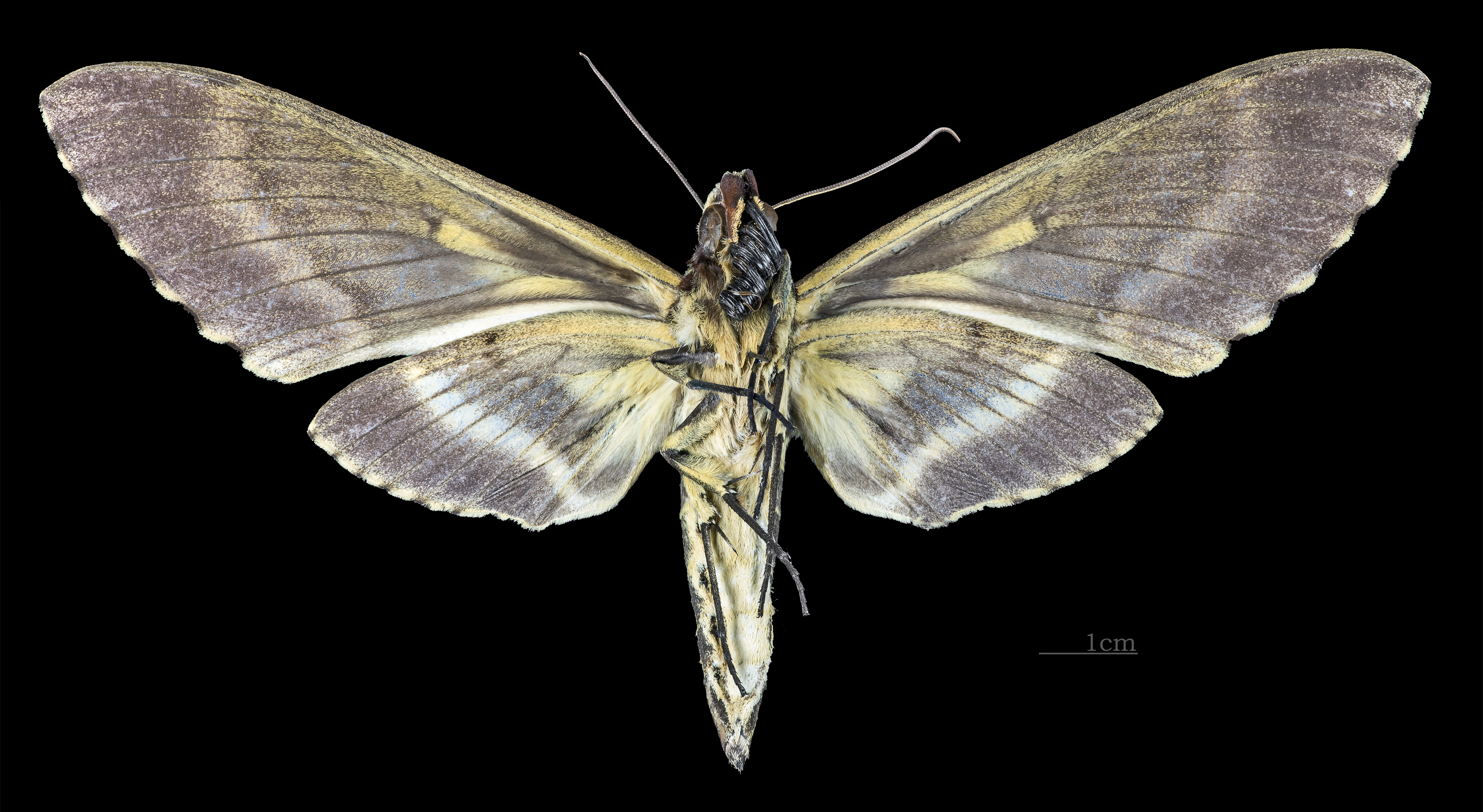
Amphimoea walkeri ♀ △
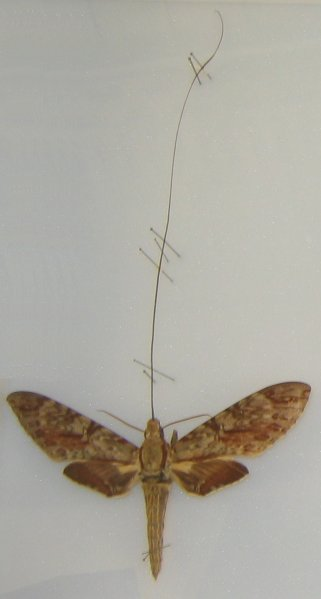